# Astreopora
Genre
Astreopora forme un genre de coraux de la famille des Acroporidae :

## Liste d'espèces
Astreopora comprend les espèces suivantes :
| Selon ITIS (21 juin 2015) : - Astreopora cucullata Lamberts, 1980 - Astreopora explanata Veron, 1985 - Astreopora gracilis Bernard, 1896 - Astreopora incrustans Bernard, 1896 - Astreopora lambertsi Moll & Best, 1984 - Astreopora listeri Bernard, 1896 - Astreopora macrostoma Veron & Wallace, 1984 - Astreopora moretonensis Veron & Wallace, 1984 - Astreopora myriophthalma (Lamarck, 1816) - Astreopora ocellata Bernard, 1896 - Astreopora suggesta Wells, 1954 | Selon World Register of Marine Species (21 juin 2015) : - Astreopora acroporina Wallace, Turak & DeVantier, 2011 - Astreopora cenderawasih Wallace, Turak & DeVantier, 2011 - Astreopora cucullata Lamberts, 1980 - Astreopora expansa (Brüggemann, 1877) - Astreopora explanata Veron, 1985 - Astreopora gracilis Bernard, 1896 - Astreopora incrustans Bernard, 1896 - Astreopora lambertsi Moll & Best, 1984 - Astreopora listeri Bernard, 1896 - Astreopora longisepta Latypov, 2011 - Astreopora macrostoma Veron & Wallace, 1984 - Astreopora monteporina Wallace, Turak & DeVantier, 2011 - Astreopora moretonensis Veron & Wallace, 1984 - Astreopora myriophthalma (Lamarck, 1816) - Astreopora ocellata Bernard, 1896 - Astreopora randalli Lamberts, 1980 - Astreopora scabra Lamberts, 1982 - Astreopora suggesta Wells, 1954 |